# Julius Maada Bio
Julius Maada Wonie Bio (nascut el 12 de maig de 1964) és un polític de Sierra Leone i l'actual president de Sierra Leone des del 4 d'abril de 2018.

## Biografia
Bio té un màster en afers internacionals per la Universitat Americana de Washington, D.C. Bio també és graduat de Cadet per l'Acadèmia Militar de Benguema de Sierra Leone. Bio és un cristià catòlic romà practicant, i la seva dona, Fàtima Bio, és musulmana practicant.
És un brigadier retirat de l'Exèrcit de Sierra Leone i va ser el cap d'estat militar de Sierra Leone des dels 16 de gener de 1996 al 29 de març de 1996, en un govern militar conegut amb el nom de National Provisional Ruling Council (NPRC).
Com a cap d'estat militar, Bio va tornar Sierra Leone a un govern elegit democràticament, quan va lluitar pel poder amb Ahmad Tejan Kabbah del Partit Popular de Sierra Leone, després de la victòria de Kabbah a les eleccions presidencials de Sierra Leone de 1996. En retirar-se de l'exèrcit el 1996, Bio es va traslladar als Estats Units, on se li va concedir asil polític, i no va visitar Sierra Leone des dels Estats Units fins al 2005.
Bio va ser el candidat presidencial de SLPP a les eleccions presidencials de 2012, però va rebre el 37% dels vots ja que va ser derrotat pel president en funcions Ernest Bai Koroma, qui va obtenir el 58% dels vots.
Com a candidat del Partit Popular de Sierra Leone (SLPP), Bio va derrotar a Samura Kamara de l'Assemblea Popular (APC) en la segona volta de les eleccions presidencials de Sierra Leone de 2018 amb el 51,8% dels vots davant el 48,2% de Kamara, esdevenint President del País.
Com a president, Bio ha tombat la majoria de les polítiques del seu predecessor Koroma, a qui acusa de corrupció i mala gestió del tresor del país. La gestió de l'economia del seu govern va ser l'objectiu d'una violenta protesta l'agost del 2022.
A les eleccions presidencials de Sierra Leone de 2023, va revalidar el seu càrrec.